# Adolphe Hebbelynck

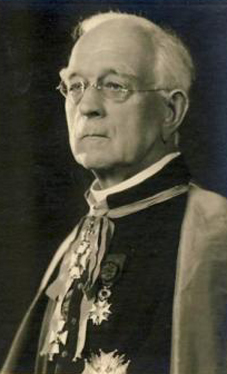
Adolphe Hebbelynck

Adolphe Hebbelynck (Merelbeke, 2 oktober 1859 – Rome, 11 januari 1939) was een Belgische katholieke priester, theoloog en hoogleraar. Van 1898 tot 1909 was hij de rector magnificus van de Katholieke Universiteit Leuven. Als zoon van een notaris studeerde hij eerst aan het Sint-Barbaracollege te Gent en aan het Sint-Jozef-Klein-Seminarie te Sint-Niklaas. Hebbelynck werd priester gewijd in 1881 maar studeerde verder te Leuven waar hij in 1887 doctor en magister werd in de theologie.

## Rector Magnificus
Hebbelynck stond aanvankelijk in het hoger onderwijs: als professor in het Maria-Theresiacollege te Leuven, in de geschiedenis en dogmatiek aan het Grootseminarie te Gent, alsook patrologie, Koptische en Egyptische talen aan de Katholieke Universiteit van Leuven. In 1890 werd hij de president van het Maria-Theresiacollege te Leuven.
In 1890 kreeg Hebbelinck de titel van ere-kanunnik van de Sint-Baafskathedraal. In 1916 kwam hij - na het overlijden van bisschop Antoon Stillemans - even in beeld voor de opvolging. Het was onder meer door het verzet van Charles Woeste dat ook zijn bisschopskandidatuur niet werd bevestigd. Ondertussen was hij in 1898 benoemd tot rector magnificus aan de Katholieke Universiteit Leuven, een functie die hij uitoefende tot in 1909. Deze periode was trouwens op zijn eigen verzoek - bij de aanvaarding - beperkt tot maximum 10 jaar. Gedurende zijn bestuursmandaat werden er te Leuven tal van nieuwe instituten opgericht, als gevolg van de evolutie van wetenschap en techniek.
Na zijn ontslag trok Hebbelinck richting Rome, waar hij zich verder ging verdiepen als onderzoeker in de Vaticaanse Bibliotheek.
Tijdens de Eerste Wereldoorlog ondernam hij een reis door de Verenigde Staten om er de nodige fondsen te verwerven voor de heropbouw van de vernielde Universitaire Bibliotheek van Leuven.